# Stefano Marroni
Stefano Marroni (Roma, 10 maggio 1956) è un giornalista italiano.

## Biografia
Dopo la maturità classica al liceo "Tasso" di Roma, nel 1981 si laurea in Medicina. Inizia l'attività giornalistica nel 1980 sulle pagine romane del Corriere della Sera e poi all'Agenzia giornali locali del gruppo L'Espresso. Nel 1983 è assunto alla Nuova Sardegna.
Nel 1985 passa a La Repubblica, prima in cronaca di Roma e dal 1987 alla redazione Interni, dove segue la politica economica e successivamente le vicende del PCI, dalla segreteria Natta alla trasformazione in PDS e poi DS. Inviato speciale e giornalista parlamentare, dal 1994 si occupa soprattutto della Lega Nord e poi del centrodestra fino al ritorno di Silvio Berlusconi a Palazzo Chigi.
Nel 2002 è assunto in Rai al TG2, dove è nominato vicedirettore con la responsabilità di Tg2 Dossier. Nel 2008 passa a Rai3, dove ha la responsabilità del restyling di Chi l'ha visto? e del rilancio dei programmi di “musica colta”, con la collaborazione di Antonio Pappano e il varo di Sostiene Bollani.
Nel 2012 ritorna al Tg2 come vicedirettore, prima curando Tg2 Insieme e poi subentrando a Luciano Onder nella responsabilità di Medicina 33, che ha seguito poi fino al 2021. Nel 2016 coordina da New York e poi da Washington il lavoro degli inviati e le dirette da studio sulle presidenziali Usa e sull’insediamento di Donald Trump.
Nel settembre 2021 viene nominato vicedirettore della Comunicazione Rai e capo dell'Ufficio Stampa. In questo ruolo nel febbraio 2022 dirige la sala stampa della settantaduesima edizione del Festival di Sanremo. Dal giugno 2022 al giugno 2023 è direttore dell'area Comunicazione e Relazioni Istituzionali di RaiCom.

### Vita privata
Dopo un primo matrimonio con Bianca Berlinguer, da cui si separa nel 1995, nel 2001 sposa la giornalista de La Repubblica Alessandra Paolini, da cui ha due figlie.

## Opere
- “Come vincere l’artrite”, traduzione dall’inglese di “The Arthritis Handbook” di Christiaan H. Barnard, Bari-Roma, Laterza, 1984

- “La rivincita di Roma Ladrona – viaggio nel modello che può conquistare l’Italia”, Roma, Donzelli, 2007.

| Controllo di autorità | VIAF (EN) 58871569 · LCCN (EN) no2007129999 |